# Marcel Fässler (piloto de bobsleigh)
Marcel Fässler (21 de febrero de 1959) es un deportista suizo que compitió en bobsleigh. Participó en los Juegos Olímpicos de Calgary 1988, obteniendo una medalla de oro en la prueba cuádruple (junto con Ekkehard Fasser, Kurt Meier y Werner Stocker).

## Palmarés internacional
| Juegos Olímpicos | Juegos Olímpicos | Juegos Olímpicos | Juegos Olímpicos |
| Año              | Lugar            | Medalla          | Prueba           |
| ---------------- | ---------------- | ---------------- | ---------------- |
| 1988             | Calgary (Canadá) | Medalla de oro   | Cuádruple        |